# Ferran III de Toscana
Ferran III de Toscana (Florència 1773 - 1824) fou gran duc de Toscana des de l'any 1790 i fins a l'any 1824. Pertanyent a la Casa d'Àustria fou cap de la branca cadet dels Àustria-Toscana.
Nascut a la ciutat de Florència el dia 6 de maig de l'any 1773 era fill del gran duc i llavors emperador Leopold II, emperador romanogermànic i de la infanta Maria Lluïsa d'Espanya. Ferran era net per via paterna de l'emperador Francesc I, emperador romanogermànic i de l'arxiduquessa Maria Teresa I d'Àustria mentre que per via materna ho era del rei Carles III d'Espanya i de la princesa Maria Amàlia de Saxònia.
Casat a Nàpols el dia 15 d'agost de l'any 1790 amb la princesa Lluïsa de Borbó-Dues Sicílies. Lluïsa era filla del rei Ferran I de les Dues Sicílies i de l'arxiduquessa Maria Carolina d'Àustria. La parella s'establí a Florència i tingueren sis fills:
- SAR la princesa Carolina de Toscana, nascuda el 1791 a Florència i morta el 1802 a Salzburg.

- SAR el príncep Francesc Leopold de Toscana, nascut el 1792 a Florència i mort el 1801.

- SAR el gran duc Leopold II de Toscana, nascut el 1797 a Florència i mort el 1870 a Viena. Es casà amb la princesa Maria Anna de Saxònia de la qual enviudà i es tornà a casar amb la princesa Maria Antonieta de Borbó-Dues Sicílies.

- SAR la princesa Maria d'Àustria, nascuda a Florència el 1799 i morta el 1857.

- SAR la princesa Maria Teresa d'Àustria-Toscana, nascuda a Florència el 1801 i morta el 1855 a Torí. Es casà amb el rei Carles Albert I de Sardenya.

El 6 de maig de l'any 1821 es tornà a casar, aquesta vegada amb la princesa Maria Ferranda de Saxònia, filla del príncep Maximilià de Saxònia i de la princesa Carolina de Borbó-Parma. La parella no tingué fills.
L'any 1790 moria sense descendència l'emperador Josep II, emperador romanogermànic a Viena, immediatament el gran duc Leopold de Toscana anà a Viena a ocupar el tron vacant essent substituït al gran ducat de Toscana pel seu fill segon, el príncep Ferran.
El govern de Ferran fins a l'any 1801 es caracteritzà per ser un clar govern de l'Il·lustriació. L'any 1801, Napoleó I de França ocupava el tron de Toscana i el cedia als Borbons de Parma que ocuparen el territori i s'intitularen reis d'Etrúria. Ferran fou compensat l'any 1803 amb l'arquebisbat secularitzat de Salzburg així com altres principats eclesiàstics de l'Alemanya meridional. L'any 1805, pel Tractat de Pressburg cedí Salzburg al seu germà, l'emperador Francesc I d'Àustria, i ell rebia el Ducat de Würzburg. Romangué a Würzburg fins a la caiguda de Napoleó, any en què se li restituí el gran ducat de Toscana.
Ferran morí a la capital del seu gran ducat, Florència, fins a l'hora de la seva mort, l'any 1824.